# 扬·科林·福尔克
扬·科林·福尔克（德語：Jan Colin Völker，1998年2月26日—），德國男子羽毛球運動員。就讀薩爾蘭大學。

## 簡歷
2018年3月，扬·科林·福尔克出戰捷克羽毛球國際賽，與比雅尼·盖斯合作贏得男子雙打比賽冠軍。同年7月，二人又合作在白夜羽毛球賽贏得男子雙打比賽冠軍。

## 主要比賽成績
只列出曾進入準決賽的國際賽事成績：
| 年份   | 賽事                       | 公開賽級別 | 項目     | 拍檔                 | 成績   |
| ------ | -------------------------- | ---------- | -------- | -------------------- | ------ |
| 2017年 | 羅馬尼亞羽毛球國際賽       | 未來系列賽 | 男子雙打 | 丹尼尔·赫斯          | 準決賽 |
| 2018年 | 捷克羽毛球國際賽           | 國際系列賽 | 男子雙打 | 比雅尼·盖斯          | 冠軍   |
| 2018年 | 白夜羽毛球賽               | 國際挑戰賽 | 男子雙打 | 比雅尼·盖斯          | 冠軍   |
| 2019年 | 歐洲羽毛球混合團體錦標賽   | 其他       | 混合團體 | －                   | 亞軍   |
| 2019年 | 比利時羽毛球國際賽         | 國際挑戰賽 | 男子雙打 | 比雅尼·蓋斯          | 亞軍   |
| 2019年 | 意大利羽毛球國際赛         | 國際挑戰賽 | 男子雙打 | 比雅尼·蓋斯          | 冠軍   |
| 2022年 | 烏克蘭羽毛球公開賽         | 國際挑戰賽 | 混合雙打 | 斯泰恩·苏珊·库斯佩特 | 亞軍   |
| 2022年 | 烏干達羽毛球國際賽         | 國際挑戰賽 | 男子雙打 | 琼斯·拉夫利·詹森     | 亞軍   |
| 2022年 | 葡萄牙羽毛球國際賽         | 國際系列賽 | 混合雙打 | 斯泰恩·苏珊·库斯佩特 | 亞軍   |
| 2022年 | 墨西哥羽毛球國際挑戰賽     | 國際挑戰賽 | 男子雙打 | 琼斯·拉夫利·詹森     | 亞軍   |
| 2022年 | 丹麥羽毛球大師賽           | 國際挑戰賽 | 男子雙打 | 马德斯·康拉德-彼德森 | 準決賽 |
| 2022年 | 愛爾蘭羽毛球公開賽         | 國際挑戰賽 | 混合雙打 | 斯泰恩·苏珊·库斯佩特 | 準決賽 |
| 2022年 | 威爾斯羽毛球國際賽         | 國際挑戰賽 | 混合雙打 | 斯泰恩·苏珊·库斯佩特 | 準決賽 |
| 2022年 | 加拿大羽毛球國際挑戰賽     | 國際挑戰賽 | 混合雙打 | 斯泰恩·苏珊·库斯佩特 | 亞軍   |
| 2023年 | 歐洲羽毛球混合團體錦標賽   | 其他       | 混合團體 | －                   | 季軍   |
| 2023年 | 墨西哥羽毛球國際挑戰賽     | 國際挑戰賽 | 男子雙打 | 比雅尼·蓋斯          | 亞軍   |
| 2023年 | 蘇格蘭羽毛球公開賽         | 國際挑戰賽 | 混合雙打 | 斯泰恩·库斯佩特      | 準決賽 |
| 2023年 | 阿布達比羽毛球大師賽       | 超級100賽  | 混合雙打 | 斯泰恩·庫斯佩特      | 準決賽 |
| 2023年 | 威爾斯羽毛球國際賽         | 國際挑戰賽 | 男子雙打 | 比雅尼·蓋斯          | 亞軍   |
| 2023年 | 威爾斯羽毛球國際賽         | 國際挑戰賽 | 混合雙打 | 斯泰恩·庫斯佩特      | 冠軍   |
| 2024年 | 歐洲羽毛球男女子團體錦標賽 | 其他       | 男子團體 | －                   | 季軍   |
| 2024年 | 美國羽球公開賽             | 超級300賽  | 混合雙打 | 伊莎贝尔·洛豪        | 準決賽 |
| 2025年 | 歐洲羽毛球混合團體錦標賽   | 其他       | 混合團體 | －                   | 季軍   |
| 2025年 | 葡萄牙羽毛球國際賽         | 國際系列賽 | 男子雙打 | 比雅尼·盖斯          | 冠軍   |
| 2025年 | 葡萄牙羽毛球國際賽         | 國際系列賽 | 混合雙打 | 弗朗兹斯卡·福尔克曼  | 準決賽 |
| 2025年 | 波恩羽毛球國際賽           | 未來系列賽 | 混合雙打 | 斯泰恩·庫斯佩特      | 冠軍   |

| 2007-2017年 | 首要超級賽 | 超級賽 | 黃金大獎賽 | 大獎賽 | 國際挑戰賽 | 國際系列賽 | 未來系列賽 | 其他 |

| 2018-2026年 | 總決賽 | 超級1000賽 | 超級750賽 | 超級500賽 | 超級300賽 | 超級100賽 | 國際挑戰賽 | 國際系列賽 | 未來系列賽 | 其他 |

### 奧運會和世錦賽參賽紀錄
|          | 搭檔        | 2019 | 2020 | 2021 | 2022 | 2023 |
| -------- | ----------- | ---- | ---- | ---- | ---- | ---- |
| 男子雙打 | 比雅尼·蓋斯 | 64強 | －   | 16強 | 32強 | 32強 |